# サムライ・ロック・オーケストラ
サムライ・ロック・オーケストラ（SAMURAI LOCK ORCHESTRA）は、池谷直樹が代表取締役を務める日本のパフォーマンス団体。

## 概要
2011年、サムライ・ロック・オーケストラの前身グループであったマッスルミュージカルが倒産。2012年にサムライが旗揚げされ、筋肉と音楽という交わりの無いジャンルを混合され、パフォーマンスと生演奏というミュージカルを確立。劇中の作品には台詞が無い。
パフォーマーは、体操競技やヨーヨー、バトントワリング、トランポリンなど各ジャンルのトップアスリートや国際大会のメダリストたちが集結している。
旗揚げ後、1年半で世界進出を果たし、体操五輪選手や格闘技選手との共演・ロング公演を開催。

## メンバ―
池谷直樹（いけたに なおき）- 跳び箱・代表取締役
「池谷直樹」も参照。
1999年、TBS『最強の男は誰だ!壮絶筋肉バトル!!スポーツマンNo.1決定戦』MONSTER BOXで世界記録23段（3m06cm）を成功させ、同番組で3度の23段成功、4度の総合No.1（芸能人3回・プロ1回）経験がある。『SASUKE』にも22回出場し、2nd STAGE9回・3rd STAGE6回の進出経験がある。
川原拓也（かわはら たくや）- サーカスアクロバット
体脂肪率3%。高所での片手倒立を得意とし、アクロバットのパフォーマンスも行う。ギネス1分間倒立腕立て伏せ34回という記録を持つ。
大西翼（おおにし つばさ）- ヨーヨー
ヨーヨーパフォーマンス歴20年。プレイヤーでは世界で唯一となる日本・全米・アジア・世界の4大大会の優勝経験を持つ。ディアボロ（中国ゴマ）のパフォーマンスを得意とする。
足立大樹（あだち ひろき）- 体操競技
体操競技で吊り輪を得意とし、2011年の全日本ジュニア選手権種目別吊り輪で3位入賞。2018年からサムライ・ロック・オーケストラに出演。
奥村等士（おくむら ひとし）- 男子新体操
高校生のときに男子新体操に出会い、柔軟性を活かしたパフォーマンスを得意とする。2018年よりサムライ・ロック・オーケストラに出演。
武藤智広（むとう ともひろ）- トランポリン
小学6年生でトランポリンと出会い、中学から本格的に競技に打ち込み、大学では東日本インカレでシンクロ優勝、全日本インカレ準優勝経験がある。現役引退後は、指導者として体操教室でのコーチングに従事。『SASUKE』に4度出場経験があり、第39～41回大会で3rd STAGEに進出した。身長181cm。
木牟禮誠（きむれ まこと）- 男子新体操
小学2年から体操を始め、選抜大会優勝・インターハイ準優勝・東日本インカレ優勝・全日本インカレ優勝・新体操選手権大会優勝などの経験を持つ。
渡邊麻衣（わたなべ まい）- 徒手体操・組立体操
大学で徒手体操・組立体操に出会い、日本体操祭やアジア体操祭、世界体操祭に出場経験がある。2024年、日本で開催された『SASUKEワールドカップ2024』にJAPAN Blueのメンバーとして選出された。
飯牟禮さゆり（いいむれ さゆり）- カラーガード
2017年に研究生としてサムライ・ロック・オーケストラに所属し、2018年より正式メンバーとして出演。
加藤智美（かとう ともみ）- バトントワリング
小学1年でバトントワリングを始め、中学2年でインターナショナルカップ日本代表に選出された。
小畠彩夏（こばた さいか）- 体操競技
小学生のときから体操競技をはじめ、2015年全国高校選抜選手権種目別跳馬で優勝。高校卒業後は、東京女子体育大学に進学し、関東学生新人大会では団体2位・個人優勝。全日本選手権個人・団体ともに出場し、大学4年時に種目別ゆかで上位入賞。
石澤琴音（いしざわ ことね）- バトントワリング
2015・2018年全日本選手権ダンストワール優勝。2016年ジャパンカップ優勝。団体では2017年の全国大会でグランプリ・内閣総理大臣賞を受賞。
南愛音（みなみ あのん）- 女子新体操
5歳で新体操と出会い、中学から本格的に競技に打ち込む。全日本高校大学ダンスフェスティバル日本女子体育連盟会会長賞を受賞。
日名子蓮（ひなこ れん）- 新体操・ダンス
新体操歴11年で全国大会も経験。吉本坂46やNMB48などの楽曲の振付アシスタントの経験を持つ。
池田玲奈（いけだ れな）- ダンス
幼少時代はジャズダンス、中学時代はヒップホップ・よさこい、高校ではダンス部に所属し県大会入賞経験を持つ。日本女子体育大学舞踊学専攻に進学後、モダンダンスで全国大会の多数入賞経験を持つ。
頓宮菜月（とんぐう なつき）- アクロバット
育成枠パフォーマー。アクロバット歴5年。

## 出演

### テレビ
- SASUKE（TBS）- 池谷・武藤・渡邉が出場。
- 究極の男は誰だ!?最強スポーツ男子頂上決戦（TBS）- 池谷が5回出場経験あり。